# Municipio Nextlalpan
Koordinaten: 19° 44′ 0″ N, 99° 4′ 0″ W
Nextlalpan ist ein Municipio im mexikanischen Bundesstaat México. Es gehört zur Zona Metropolitana del Valle de México, der Metropolregion um Mexiko-Stadt.
Das Municipio hatte im Jahr 2010 34.374 Einwohner, seine Fläche beträgt 54,7 km². Verwaltungssitz des Municipios und größter dessen 34 Orte ist Santa Ana Nextlalpan. Weitere größere Orte sind Ex-Hacienda Santa Inés, San Miguel Jaltocan und Prados San Francisco.

## Geographie
Nextlalpan liegt im Norden des Bundesstaates Mexiko, etwa 30 km nordöstlich von Mexiko-Stadt auf etwa 2200 m Höhe. Etwa 80 % der Fläche des Municipios werden landwirtschaftlich genutzt.
Das Municipio Nextlalpan grenzt an die Municipios Zumpango, Jaltenco, Tecámac, Tonanitla, Tultitlán, Tultepec, Melchor Ocampo und Teoloyucan.